# Club Tropicana
Club Tropicana ist ein Lied von Wham! aus dem Jahr 1983, das von dem Duo geschrieben und von George Michael in Kooperation mit Steve Brown produziert wurde. Es erschien auf dem Album Fantastic.

## Geschichte
Club Tropicana stellt thematisch eine teilweise Abkehr von früheren Wham!-Songs dar. Es ist eine Satire auf preiswerte Pauschalreisen für junge Singles mit hedonistischer Persönlichkeit. Die Veröffentlichung fand im Juli 1983 statt. Die Erbenvertreter von George Michael verweigerten 2019 dem gleichnamigen Musical eine Verwendung des Liedes Club Tropicana.

## Kommerzieller Erfolg

### Chartplatzierungen
| ChartsChartplatzierungen     | Höchstplatzierung | Wochen |
| ---------------------------- | ----------------- | ------ |
| Deutschland (GfK)            | 13 (12 Wo.)       | 12     |
| Vereinigtes Königreich (OCC) | 4 (11 Wo.)        | 11     |

### Auszeichnungen für Musikverkäufe
| Land/Region                  | Auszeichnungen für Musikverkäufe (Land/Region, Auszeichnung, Verkäufe) | Verkäufe |
| ---------------------------- | ---------------------------------------------------------------------- | -------- |
| Dänemark (IFPI)              | Gold                                                                   | 45.000   |
| Vereinigtes Königreich (BPI) | Platin                                                                 | 600.000  |
| Insgesamt                    | 1× Gold · 1× Platin ·                                                  | 645.000  |

Hauptartikel: Wham!/Auszeichnungen für Musikverkäufe

## Coverversionen
- 1999: Jive Bunny & the Mastermixers (Summer Holiday)
- 2004: Vinylshakerz
- 2006: US5